# Marquess of Salisbury

Wappen der Marquesses of Salisbury seit 1821

Marquess of Salisbury ist ein erblicher britischer Adelstitel in der Peerage of Great Britain, der nach der Stadt Salisbury in Wiltshire benannt ist.
Die Familiensitze der Marquesses sind Hatfield House in Hertfordshire und Cranborne Manor in Dorset.

## Verleihung und nachgeordnete Titel

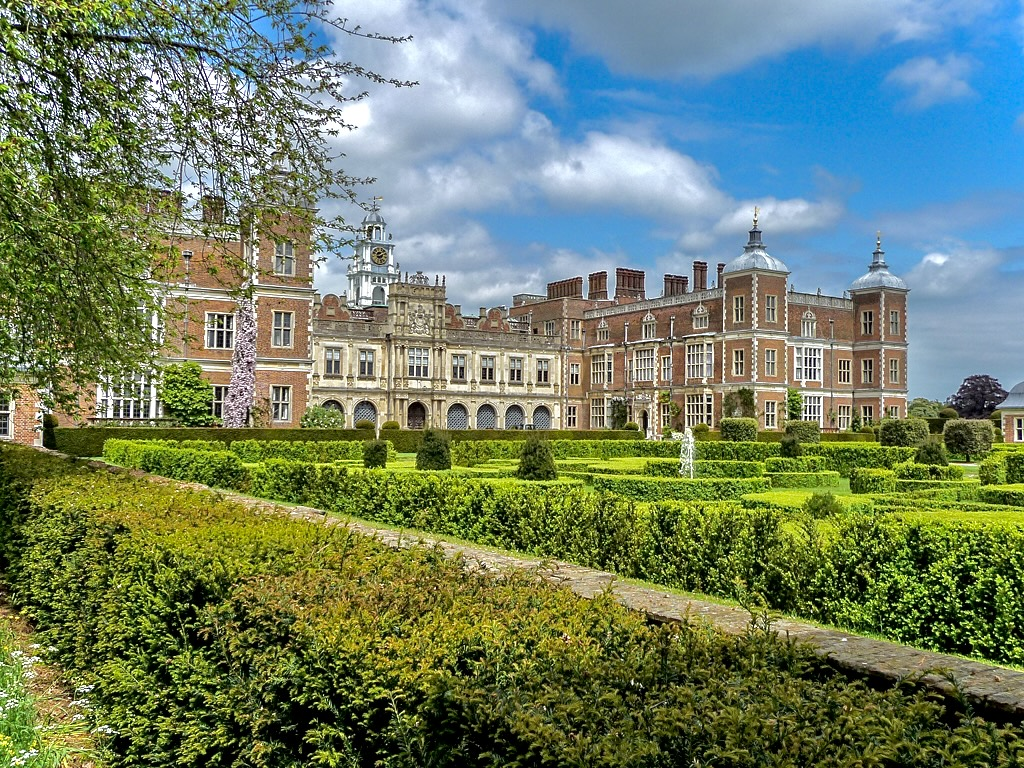
Hatfield House, Hertfordshire

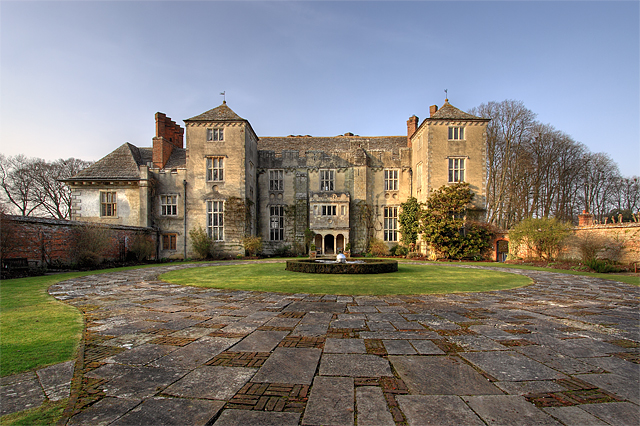
Cranborne Manor, Dorset

Der Titel wurde am  18. August 1789 für James Cecil, 7. Earl of Salisbury geschaffen. Er hatte bereits 1780 von seinem Vater die Titel 7. Earl of Salisbury (geschaffen 1605), 7. Viscount Cranborne (geschaffen 1604) und 7. Baron Cecil, of Essendon in the County of Rutland, (geschaffen 1603) geerbt, die alle seinem Ur-ur-ur-ur-urgroßvater Sir Robert Cecil in der Peerage of England verliehen worden waren.
Sein Sohn, der 2. Marquess ergänzte mit königlicher Erlaubnis am 22. März 1821 seinen Familiennamen Cecil um den seiner Gattin zu Gascoyne-Cecil.
Die meisten Titelträger spielten in der britischen Politik der folgenden zwei Jahrhunderte eine herausragende Rolle, vor allem Robert Gascoyne-Cecil, 3. Marquess of Salisbury, der dreifache Premierminister am Ende des 19. Jahrhunderts und zu Beginn des 20. Jahrhunderts.
Der spätere 5. Marquess, Robert Gascoyne-Cecil, wurde 1941 durch Writ of Acceleration ins House of Lords berufen und bekam dazu vorzeitig den nachgeordneten Titel seines Vaters, Baron Cecil, als 11. Baron vorzeitig übertragen. Ebenso wurde der aktuelle Titelinhaber, Robert Gascoyne-Cecil, 7. Marquess of Salisbury, der den Marquesstitel beim Tod seines Vaters 2003 erbte, bereits 1992 durch Writ of Acceleration vorzeitig als 13. Baron Cecil ins House of Lords berufen. Als durch den House of Lords Act 1999, der Anspruch erblicher Peers auf einen Parlamentssitz abgeschafft wurde, wurde er zudem am 17. November 1999 als Baron Gascoyne-Cecil, of Essendon in the County of Rutland, zum Life Peer erhoben, wodurch er seinen Sitz im House of Lords behalten konnte.

## Liste der Marquesses of Salisbury (1789)
- James Cecil, 1. Marquess of Salisbury (1748–1823)
- James Gascoyne-Cecil, 2. Marquess of Salisbury (1791–1868)
- Robert Gascoyne-Cecil, 3. Marquess of Salisbury (1830–1903)
- James Gascoyne-Cecil, 4. Marquess of Salisbury (1861–1947)
- Robert Gascoyne-Cecil, 5. Marquess of Salisbury (1893–1972)
- Robert Gascoyne-Cecil, 6. Marquess of Salisbury (1916–2003)
- Robert Gascoyne-Cecil, 7. Marquess of Salisbury (* 1946)

Heir Apparent ist der älteste Sohn des jetzigen Marquess, Robert Gascoyne-Cecil, Viscount Cranborne (* 1970).